# 盒子里的杰克
Jack in the Box為美國第五大快餐連鎖店，僅次於麥當勞、漢堡王、溫蒂漢堡、CKE集團（東岸哈帝漢堡及西岸卡樂星），於1951年2月21日由羅伯特·奧斯卡·彼得森在美國加利福尼亞州聖地亞哥總部成立。
集團目前共有2,200家分店，主力分佈於美國西岸和東部少數大城市，也曾於香港（1991-2000）及新加坡（1980年代）開設過海外分店。

## 歷史
1951年以路邊餐廳起家；到1960年，成立Foodmaker Inc.作為控股公司，門店數目增至180家，主力分佈於加利福尼亞州；1968年開始推出特許經營。
早期Jack in the Box主力是與麥當勞直接競爭，但到了1980年代起，所走路線有所更改，除了有漢堡包，亦推出了諸如墨西哥卷餅、墨西哥玉米餅，以及沙拉、三明治等等。1987年，成為上市公司，並且有897家餐廳。

## 產品
Jack in the Box與其他美式速食店一樣售賣漢堡包，但最受歡迎卻是墨西哥夹饼。另又提供其他墨西哥食品，包括墨西哥捲饼。

## 海外發展

### 香港
香港曾於1990年代設有該美式快餐店，店名使用Jack in the Box，沒有中文名，該快餐店提供了一些當時在香港的其他美式快餐店所沒有的食品，如沙律、墨西哥夹饼等，但2000年左右已全部結業，曾經在銅鑼灣海德大廈及京都廣場、鴨脷洲海怡半島、尖沙咀金馬倫廣場及尖沙咀中心、旺角雅蘭中心及創興廣場、深水埗西九龍中心、九龍城廣場建立分店。